# 고지마 린시로
고지마 린시로(일본어: 小島 凛士郎, 2005년 5월 1일~)는 일본의 축구 선수이다.

## 구단 경력
그는 2024년 J2리그의 가고시마 유나이티드 FC에 입단했다. 7월 J3리그의 FC 오사카로 임대 이적했다. 2025년 J3리그의 가고시마 유나이티드 FC로 복귀했다.